# World Series of Poker Europe 2012
Die World Series of Poker Europe 2012 war die sechste Austragung der World Series of Poker in Europa. Sie fand vom 21. September bis 4. Oktober 2012 erneut im Casino Barrière Le Croisette im französischen Cannes statt.

## Turniere

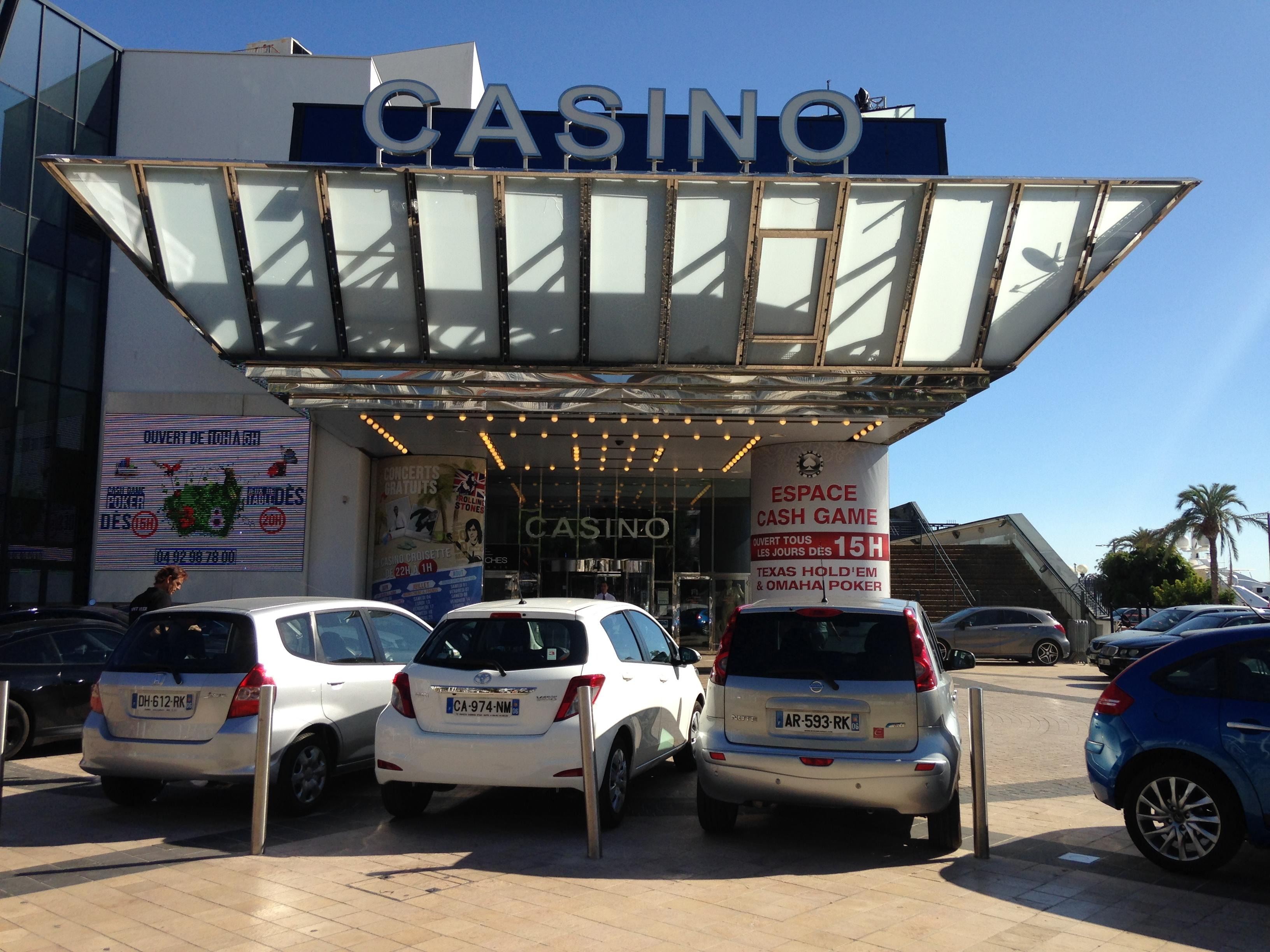
Alle Turniere wurden im Casino Barrière Le Croisette ausgetragen

### Struktur
Es standen sieben Pokerturniere auf dem Turnierplan, wovon fünf in der Variante No-Limit Hold’em sowie zwei in Pot Limit Omaha gespielt wurden. Der Buy-in lag zwischen 1100 und 10.450 Euro. Für einen Turniersieg bekamen die Spieler neben dem Preisgeld ein Bracelet. Darüber hinaus wurde ein High-Roller-Event ausgespielt, das der Kanadier Mike Watson gewann.

### Turnierplan
Im Falle eines mehrfachen Braceletgewinners gibt die Zahl hinter dem Spielernamen an, das wievielte Bracelet in diesem Turnier gewonnen wurde.
| # | Buy-in (in €) | Turnier                            | Turnierbeginn | Teilnehmer | Sieger                 | Herkunft           | Preisgeld (in €) |
| - | ------------- | ---------------------------------- | ------------- | ---------- | ---------------------- | ------------------ | ---------------- |
| 1 | 02.700        | Six-Handed No-Limit Hold’em        | 21. Sep. 2012 | 227        | Imed Ben Mahmoud       | Tunesien           | 0.147.099        |
| 2 | 01.100        | No-Limit Hold’em                   | 22. Sep. 2012 | 626        | Antonio Esfandiari (3) | Vereinigte Staaten | 0.126.207        |
| 3 | 05.300        | Pot-Limit Omaha                    | 24. Sep. 2012 | 097        | Roger Hairabedian      | Frankreich         | 0.142.590        |
| 4 | 03.250        | No-Limit Hold’em Shootout          | 25. Sep. 2012 | 141        | Giovanni Rosadoni      | Frankreich         | 0.107.614        |
| 5 | 10.450        | Mixed Max – No-Limit Hold’em       | 26. Sep. 2012 | 096        | Jonathan Aguiar        | Portugal           | 0.258.047        |
| 6 | 01.650        | Six-Handed Pot-Limit Omaha         | 27. Sep. 2012 | 206        | Francisco Santos       | Portugal           | 0.083.275        |
| 7 | 10.450        | Main Event – No-Limit Hold’em      | 29. Sep. 2012 | 420        | Phil Hellmuth (13)     | Vereinigte Staaten | 1.022.376        |
| – | 51.000        | No Limit Hold’em – Majestic Roller | 2. Okt. 2012  | 060        | Mike Watson            | Kanada             | 1.000.000        |

### Main Event

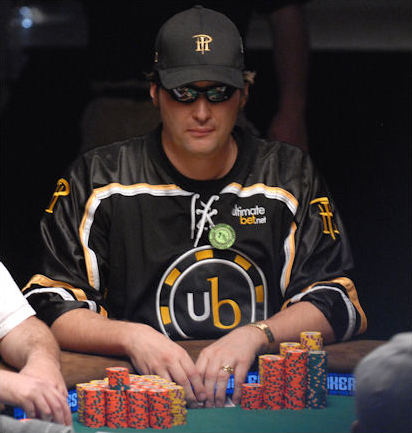
Phil Hellmuth (2008)

Das Main Event wurde vom 29. September bis 4. Oktober 2012 gespielt. Die finale Hand gewann Hellmuth mit A♥ 10♦ gegen Baranows A♠ 4♣.
| Platz | Herkunft               | Spieler             | Preisgeld (in €) |
| ----- | ---------------------- | ------------------- | ---------------- |
| 1     | Vereinigte Staaten     | Phil Hellmuth       | 1.022.376        |
| 2     | Ukraine                | Serhij Baranow      | 0.632.592        |
| 3     | Frankreich             | Stephane Albertini  | 0.423.360        |
| 4     | Vereinigte Staaten     | Joseph Cheong       | 0.292.320        |
| 5     | Vereinigtes Konigreich | Christopher Brammer | 0.207.648        |
| 6     | Frankreich             | Paul Tedeschi       | 0.149.184        |
| 7     | Frankreich             | Stéphane Girault    | 0.108.864        |
| 8     | Vereinigte Staaten     | Jason Mercier       | 0.084.672        |

## Player of the Year

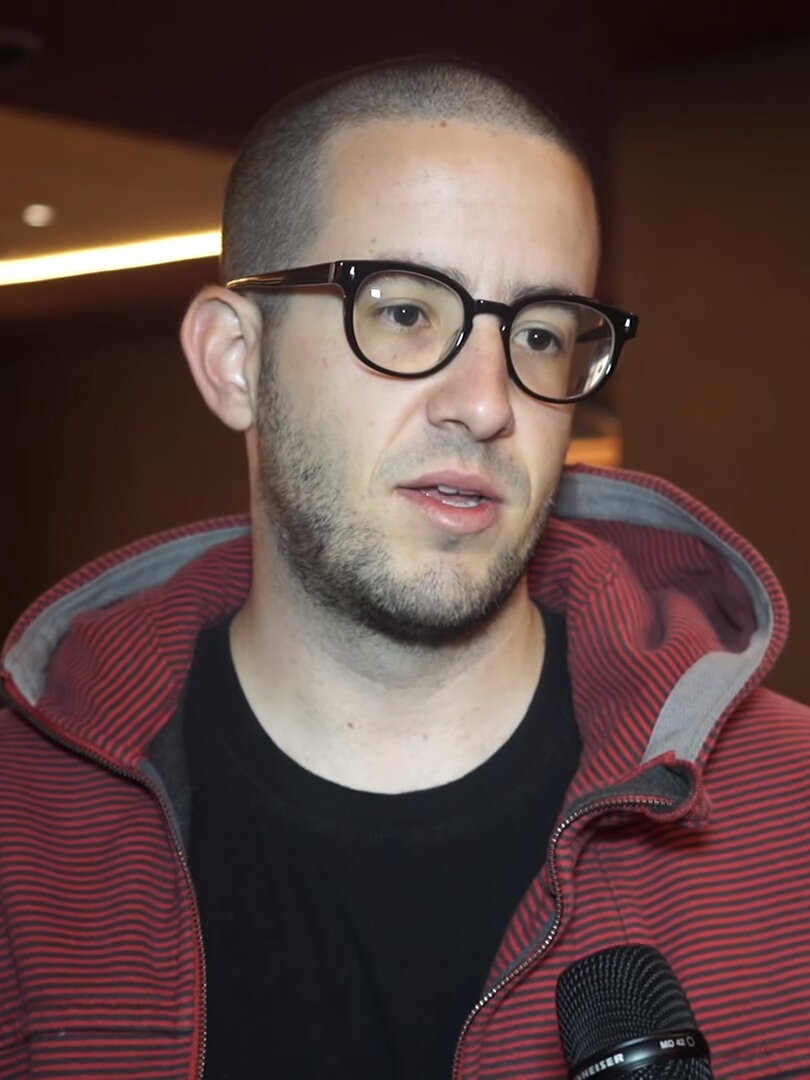
Greg Merson (2015)

Die Auszeichnung als Player of the Year erhielt der Spieler, der über alle Turniere hinweg die meisten Punkte sammelte. Das Ranking beinhaltete auch die Turniere der Hauptturnierserie, die vom 27. Mai bis 17. Juli 2012 in Las Vegas ausgespielt wurde. Sieger Greg Merson gewann zwei Bracelets, darunter das renommierte Main Event. Insgesamt erreichte er fünfmal die Geldränge.
| Platz | Herkunft           | Spieler            | Punkte |
| ----- | ------------------ | ------------------ | ------ |
| 1     | Vereinigte Staaten | Greg Merson        | 981,13 |
| 2     | Vereinigte Staaten | Phil Hellmuth      | 889,33 |
| 3     | Vereinigte Staaten | Antonio Esfandiari | 683,10 |
| 4     | Vereinigte Staaten | John Monnette      | 623,25 |
| 5     | Vereinigte Staaten | Phil Ivey          | 568,70 |
| 6     | Vereinigte Staaten | Michael Mizrachi   | 568,70 |
| 7     | Vereinigte Staaten | David „ODB“ Baker  | 517,13 |
| 8     | Vereinigte Staaten | Joseph Cheong      | 501,75 |
| 9     | Kanada             | Timothy Adams      | 482,78 |
| 10    | Vereinigte Staaten | Andy Frankenberger | 481,86 |